# Mitsuki Hidaka
Mitsuki Hidaka (japanisch 日髙 光揮 Hidaka Mitsuki; * 11. Mai 2003 in Sakai, Präfektur Osaka) ist ein japanischer Fußballspieler.

## Karriere
Mitsuki Hidaka steht seit dem 1. April 2022 bei Vissel Kōbe unter Vertrag. Der Verein aus Kōbe spielt in der ersten Liga, der J1 League. Im August 2022 wurde er an den spanischen Viertligisten CD Atlético Paso ausgeliehen. Für den Verein bestritt er 31 Ligaspiele. Nach der Ausleihe kehrte er Ende Juni 2023 zu Vissel zurück. Sein Erstligadebüt gab Mitsuki Hidaka am 3. September 2023 (26. Spieltag) im Heimspiel gegen Kyōto Sanga. Bei dem 2:1-Erfolg wurde er in der 90.+1 Minute für Leo Ōsaki eingewechselt. Am Ende der Saison 2023 und 2024 feierte er mit dem Verein die Meisterschaft.

## Erfolge
Vissel Kōbe
- Japanischer Meister: 2023, 2024